# Consuelo (Repubblica Dominicana)
Consuelo è un comune della Repubblica Dominicana di 31.405 abitanti, situato nella Provincia di San Pedro de Macorís.